# Cella Dati
Cella Dati är en ort och kommun i provinsen Cremona i regionen Lombardiet i Italien. Kommunen hade 500 invånare (2018).